# Hexatoma (Eriocera) melanonota
Hexatoma (Eriocera) melanonota is een tweevleugelige uit de familie steltmuggen (Limoniidae). De soort komt voor in het Neotropisch gebied.